# Revenue Scotland
Revenue Scotland (in gaelico scozzese: Teachd-a-steach Alba, "Entrate Scozia") è un dipartimento non ministeriale del governo scozzese responsabile dell'amministrazione e della riscossione delle imposte devolute in Scozia.
Revenue Scotland deve rendere conto al Parlamento scozzese.

## Storia
Prima del 1707, la Scozia era uno stato indipendente con un proprio sistema di tassazione. Questo è stato abolito in seguito all'Unione con l'Inghilterra e da allora la maggior parte delle tasse in Scozia sono state raccolte dal governo britannico.
Revenue Scotland è stata costituita nel 2012 come unità amministrativa del governo scozzese, in attesa che diventasse responsabile della riscossione delle tasse devolute al Parlamento scozzese ai sensi dello Scotland Act 2012. Il Revenue Scotland and Tax Powers Act 2014, che ha stabilito la base giuridica per il funzionamento di Revenue Scotland, è stato approvato dal Parlamento scozzese nell'agosto 2014.
Revenue Scotland è stata fondata il 1º gennaio 2015, diventando il primo sistema di riscossione delle imposte in tutta la Scozia in più di 300 anni.
Lo Scotland Act 2016 ha devoluto al Parlamento l'Air Passenger Duty e gli aggregati. Tuttavia, la devoluzione del prelievo sugli aggregati è stata ritardata a tempo indeterminato a causa di problemi legali di lunga data che circondano l'imposta. Inoltre, ci sono state difficoltà nell'implementare la sostituzione progettata dal governo scozzese per l'Air Passenger Duty, l'Air Departure Tax, non è nota quando verrà introdotta.